# Leonard Horstmann
Leonard Horstmann (* 2. September 2004) ist ein deutscher Leichtathlet.

## Leben
Seit dem Wintersemester 2023/24 studiert Horstmann BWL an der Universität Münster.

### Karriere
Bei den Deutschen Meisterschaften 2023 belegte er mit der LG Brillux Münster in der 4-mal-100-Meter-Staffel den vierten Platz.
Ein Jahr später gewann er die Bronzemedaille über 200 Meter.